# Helina keremeosa
Helina keremeosa är en tvåvingeart som beskrevs av John Otterbein Snyder 1949. Helina keremeosa ingår i släktet Helina och familjen husflugor.
Artens utbredningsområde är Kalifornien. Inga underarter finns listade i Catalogue of Life.